# 门巴乡
门巴乡（藏語：རྨམ་པ།་），是中华人民共和国西藏自治区拉萨市墨竹工卡县下辖的一个乡镇级行政单位。此地有藏傳佛教直貢噶舉派的主寺直貢梯寺與德仲溫泉。

## 行政区划
门巴乡下辖以下地区：
巴尔卡村、仁多岗村、德仲村、波尔朗村、达珠村和贴朗村。